# First Quantum Minerals
First Quantum Minerals — горнодобывающая компания, ведущая добычу драгоценных и цветных металлов в Замбии, Панаме, Финляндии, Турции, Испании, Австралии и Мавритании. Штаб-квартира расположена в Ванкувере (Канада). Крупнейшим акционером является китайская компания Jiangxi Copper (18,32 % акций).

## История
Компания была основана в 1983 году под названием Xenium Resources, в 1996 году была переименована в First Quantum Minerals. Также в 1996 году был куплен первый крупный добывающий актив — медный рудник в Замбии Бвана Мкубва (Bwana Mkubwa). В 2001 году также в Замбии был куплен рудник Кансанши (Kansanshi mine), а к нему медный рудник Лонши (Lonshi Mine) в соседней Демократической Республике Конго. В 2009 году в Западной Австралии была куплена никелевая шахта Рейвенсторп (Ravensthorpe Nickel Mine).
В 2013 году за 5,1 млрд долларов была куплена компания Inmet Mining, которой принадлежало 80 % акций панамской компании Minera Panamá, владевшей концессией на месторождение Cobre Panama; у Inmet кроме этого были активы в Турции, Испании и Финляндии.
В декабре 2019 года 17,6 % акций First Quantum Minerals купила китайская компания Jiangxi Copper, один из крупнейших производителей меди в КНР.

## Деятельность
В 2022 году компанией было произведено 776 тыс. т меди, 22 тыс. т никеля и 283 тыс. унций золота, металлы в основном продаются в Китай (46 %) и Индию (14 %). Основные рудники:
- Cobre Panamá (Панама) — 350 тыс. т меди, 140 тыс. унций золота, 2,8 млн унций серебра, выручка 2,6 млрд долларов;
- Sentinel (Замбия) — 242 тыс. т меди, выручка 2,0 млрд долларов;
- Kansanshi (Замбия) — 146 тыс. т меди, 110 тыс. унций золота, выручка 1,7 млрд долларов;
- Ravensthorpe (Австралия) — 22 тыс. т никеля, выручка 0,5 млрд долларов;
- Guelb Moghrein (Мавритания) — 13 тыс. т меди, 31 тыс. унций золота, выручка 214 млн долларов;
- Las Cruces (Испания, медь), Çayeli (Турция, медь и цинк), Pyhäsalmi (Финляндия, медь и пирит).

Кроме этого компания ведёт геологоразведку в Аргентине и Перу.
В списке крупнейших публичных компаний мира Forbes Global 2000 за 2023 год First Quantum Minerals заняла 1099-е место.